# Rhaconotus thestor
Rhaconotus thestor är en stekelart som beskrevs av Nixon 1941. Rhaconotus thestor ingår i släktet Rhaconotus och familjen bracksteklar. Inga underarter finns listade i Catalogue of Life.